# Валлийская фонология
Фонология валлийского языка сильно варьирует между диалектами ввиду отсутствия единой престижной произносительной нормы. Вариативность сильна и между свободным и тщательным произношением, что также осложняет обсуждение фонологии языка.

## Гласные звуки
|         | Северные диалекты | Северные диалекты | Северные диалекты | Южные диалекты | Южные диалекты | Южные диалекты | Юго-западные диалекты | Юго-западные диалекты | Юго-западные диалекты |
|         | Передние          | Средние           | Задние            | Передние       | Средние        | Задние         | Передние              | Средние               | Задние                |
| ------- | ----------------- | ----------------- | ----------------- | -------------- | -------------- | -------------- | --------------------- | --------------------- | --------------------- |
| Верхние | [ɪ] [iː]          | [ɨ̞] [ɨː]          | [ʊ] [uː]          | [ɪ] [iː]       |                | [ʊ] [uː]       | [ɪ] [iː]              |                       | [ʊ] [uː]              |
| Средние | [ɛ] [eː]          | [ə]               | [ɔ] [oː]          | [ɛ] [eː]       | [ə]            | [ɔ] [oː]       | [ɛ] [eː]              |                       | [ɔ] [oː]              |
| Нижние  |                   | [a] [aː]          |                   |                | [a] [aː]       |                |                       | [a] [aː]              |                       |

- Гласные [ɨ̞] и [ɨː] присутствуют только в северных диалектах.
- Гласный [ə] отсутствует в юго-западных диалектах.

В северных разновидностях валлийского больше звуковое разнообразие по сравнению с южными; различные в северных диалектах слова являются омофонами на юге:
ti «ты», tŷ «дом»; северноваллийский /'tiː/, /['tɨː]/; южноваллийский /'tiː/, /'tiː/.

### Долгота
У всех валлийских кратких гласных, кроме шва, есть парные долгие звуки. Долгота при этом контрастирует лишь в небольшом количестве случаев в ударных слогах, в остальных при этом она предсказуема. Долгие гласные произносятся с больши́ми отличиями от кратких только в односложных словах.
| Диалекты | Долгий гласный | Краткий или долгий                          | Краткий гласный                         |
| -------- | --- | ------------------------------------------- | --------------------------------------- |
| Все      | - В открытом слоге - Перед звонким взрывным согласным: [b], [d], [g] - Перед любым фрикативным, кроме [ɬ]: [f], [v], [θ], [ð], [s], [z], [ʃ], [χ], [h] | - Перед одним плавным согласным - Перед [n] | В остальных случаях                     |
| Северные | Перед сочетанием фрикативного и взрывного согласного                                                                                                   |                                             | Перед любым другим сочетанием согласных |
| Южные    | |                                             | Перед любым сочетанием согласных        |

| Диалекты        | Долгий гласный | Краткий или долгий                          | Краткий гласный      |
| --------------- | --- | ------------------------------------------- | -------------------- |
| Южные           | - В открытом слоге - Перед взрывными согласными - Перед любым фрикативным согласным, кроме [ɬ] и [s] - Перед [m] и [ŋ] - Перед сочетанием согласных | - Перед одним плавным согласным - Перед [n] | Перед [ɬ] и [s]      |
| Северные        | |                                             | Всегда               |
| Северо-западные | В свободной вариации | В свободной вариации                        | В свободной вариации |

### Диалектная вариативность
В центральных и юго-восточных районах Уэльса долгий ударный гласный нижнего подъёма /aː/ сильно сдвинут в передний ряд и в односложных словах реализуется как [æ]. Во всех вариантах краткие гласные нижнего подъёма более централизованы и сильнее сдвинуты в передний ряд, чем долгие.
tad, «отец»
/'taːd/ (основной вариант)
/'tæːd/ (юго-восток)
tadol, «отцовский»
/'taːdɔl/ (все диалекты)
В южных диалектах если в последнем слоге многосложного слова гласный звук относится к среднему или нижнему подъёму, то ударный (предпоследний) гласный смещается в передний ряд.
/'seːrɛn/ seren, «звезда».
В юго-западных диалектах в многосложных словах гласные среднего подъёма смещаются в сторону нижнего подъёма, если последний слог содержит гласный верхнего подъёма; в юго-восточных диалектах происходит обратное явление: они смещаются вверх.
/'mɛːðʊl/ (юго-запад)
/'meːðʊl/ (юго-восток)
meddwl «думать».
Краткие гласные высокого подъёма в безударных открытых слогах реализуются более высоко: [i], [ɨ], [e], [o], [u]; в закрытых слогах встречаются и реализации более высокого, так и более низкого подъёма.
Шва /ə/ в большинстве диалектов не встречается в последнем слоге слова и в открытых слогах; исключение составляют односложные клитики вроде определённого артикля y: y gath «кошка» /ə 'gaːθ/. В некоторых диалектах юго-запада Уэльса шва встречается в односложных словах.
byth, «никогда»
/bɪθ/ (юг)
/bəθ/ (часть юго-запада)
В некоторых диалектах северо-запада и юго-востока Уэльса звук [ɛ] в последнем слоге многосложных слов заменяется на /a/.
amser, «время»
/amsɛr/ (основной вариант)
/amsar/ (часть северо-запада и юго-востока)

## Согласные звуки
|               | Губные    | Зубные  | Альвеолярные | Боковые | Палатальные | Заднеязычные | Глоттальные |
| ------------- | --------- | ------- | ------------ | ------- | ----------- | ------------ | ----------- |
| Носовые       | ([m̥]) [m] |         | ([n̥]) [n]    |         |             | ([ŋ̊]) [ŋ]    |             |
| Взрывные      | [p] [b]   |         | [t] [d]      |         |             | [k] [g]      |             |
| Аффрикаты     |           |         |              |         | [tʃ] [dʒ]   |              |             |
| Фрикативные   | [f] [v]   | [θ] [ð] | [s] ([z])    | [ɬ]     | [ʃ]         | [χ]          | [h]         |
| Аппроксиманты | [w]       |         | [l]          |         | [j]         |              |             |
| Дрожащие      |           |         | [r̥] [r]      |         |             |              |             |